# Filippo Lauri

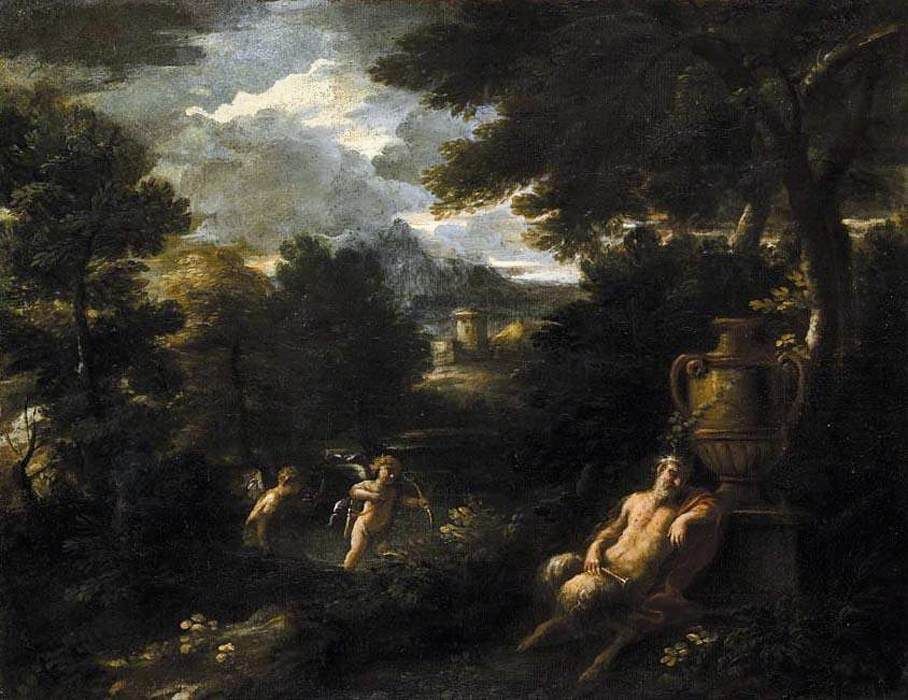
Fauno e Cupido in un paesaggio

Filippo Lauri (Roma, 25 agosto 1623 – Roma, 12 dicembre 1694) è stato un pittore italiano del periodo barocco attivo soprattutto a Roma.

## Biografia
Nato a Roma la sua vita è presente nelle biografie di Filippo Baldinucci. Studiò presso il padre Balthasar Lawers, pittore di paesaggi fiammingo (Italianizzato Lauri), con il suo fratello maggiore, Francesco Lauri, e in seguito con, Angelo Caroselli. 
Nel 1654 Lauri divenne un membro dell'Accademia di San Luca a Roma e nel 1686 rinunciò alla carica di Principe offertagli. Dipinse insieme a Filippo Gagliardi una tela raffigurante la Giostra dei Caroselli, che illustra una memorabile festa organizzata a Palazzo Barberini in onore di Cristina di Svezia durante il carnevale del 1656. Il dipinto è ora custodito a Palazzo Braschi.
Tra il 1656 ed il 1657 Lauri partecipò alla decorazione della Galleria di Alessandro VII nel Palazzo del Quirinale.
Dopo aver lavorato fino al 1670 agli affreschi di una cappella della Chiesa di Santa Maria della Pace, l'anno seguente decorò una stanza del Palazzo Borghese.
Collaborò con Jan Frans van Bloemen, detto Orizzonte.
Su commissione del cardinale Flavio Chigi (1631-1693), nel 1659 collaborò con Mario de' Fiori (Mario Nuzzi) per le figure del dipinto La Primavera che si conserva a Palazzo Chigi (Ariccia) e fa parte della serie Le Quattro Stagioni.